# خسائر القتال الجوي الجوي ما بعد الحرب العالمية الثانية

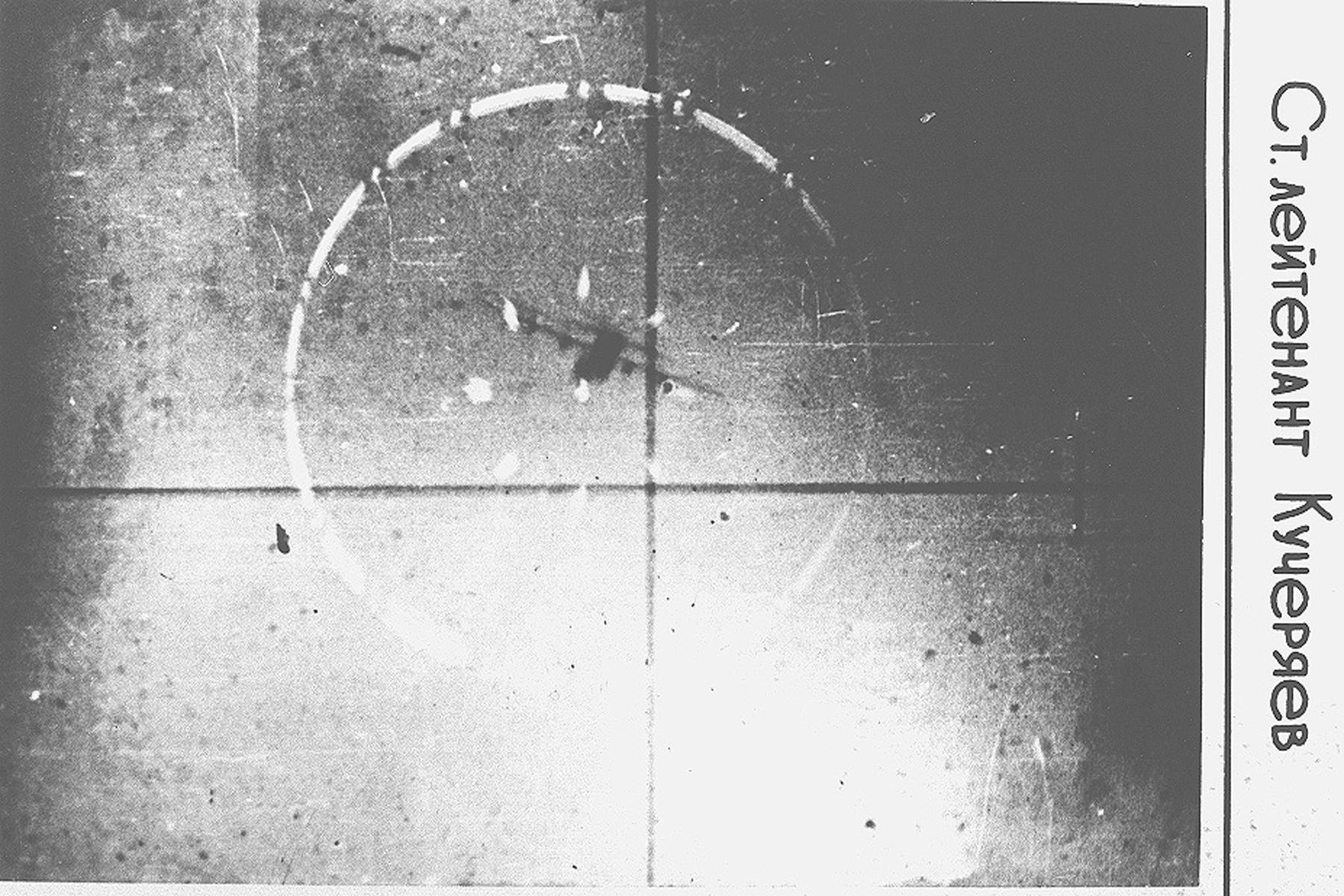
اللحظات الأخيرة للطائرة لوكهيد سي-130 هيركوليز الأمريكية في كاميرا بندقية طائرة ميكويان جيروفيتش ميج-17 السوفياتية. 2 سبتمبر 1958.

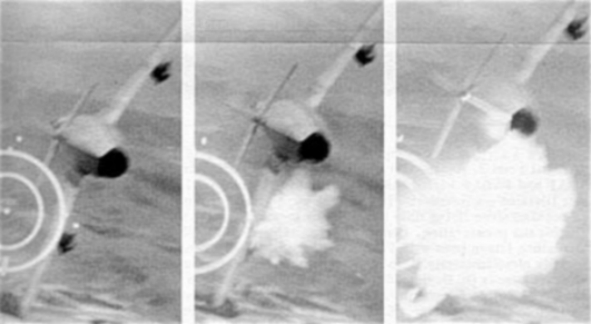
صور تسلسل كاميرا البندقية تظهر طائرة فيتنام الشمالية من طراز ميج 17 تضرب وتسقط من قبل قذائف 20 ملم من طائرة إف-105 ثاندرتشيف الأمريكية خلال حرب فيتنام، 3 يونيو 1967.

القتال الجوي-الجوي هو إشراك آلات الطيران في الحرب التي تحاول واحدة أو أكثر من الطائرات تدمير طائرة واحدة أو أكثر. شهدت الحرب الكورية أكبر قدر من القتال الجوي الجوي منذ الحرب العالمية الثانية. خلال الحرب ادعت الولايات المتحدة أنها أسقطت حوالي 700 مقاتل. بعد الحرب استعرضت القوات الجوية الأمريكية أرقامها في التحقيق الذي أطلق عليه اسم صابر ميشور تشارلي وخفضت نسبة اسقاط طائرة نورث أمريكان إف-86 سابر ضد طائرة ميكويان جيروفيتش ميج-15 بمقدار النصف من 14:1 إلى 7:1. أحد عوامل تضخم الأرقام الأمريكية هو أن معظم المعارك وقعت على المنطقة التي يسيطر عليها العدو. الطريقة الوحيدة لتأكد من القتلى كانت من خلال التصوير بكاميرا بندقية. يعود الفضل لطياري القوات الجوية الأمريكية إذا أظهرت بندقية بنادقهم ضرب طائرات العدو حتى لو لم تسقط على الأرض. ومع ذلك كانت الادعاءات السوفييتية بالانتصار في المعارك الجوية الجوية مبالغ فيها للغاية على أساس العيوب الكامنة في إجراءات تصنيف الفيلم. على سبيل المثال لم يتم محاذاة الكاميرا بندقية إس-13 إما مع المدافع أو المقذوفات.تبدأ الكاميرا بالتصوير عند الضغط على أزرار اطلاق النار. في الأفلام عادة فإن قادة الوحدات والقادة السياسيين يؤكدون الإسقاط - في بعض الأحيان حتى لو لم يدعي هذا الأمر يطالب أحد الطيارين - عندما تلامس الكاميرا المتقاطعة الهدف لإطارين للفيلم. خلال الأشهر الستة عشر من القتال ادعت وحدات سوفيتية أنها دمرت فقط 36 طائرة. أدى ذلك إلى تضخم المعدل إلى 600 في المائة في اعتمادات الانتصار على تدمير سابر الفعلي.
شهدت حرب فيتنام الابتعاد عن مدفع النار لصواريخ جو جو. على الرغم من أن القوات الأمريكية حافظت على التفوق الجوي طوال الحرب إلا أنه كانت هناك معارك بين الحين والآخر والعديد من الأمريكان الأبطال. ادعى الجانب الفيتنامي الشمالي أن القوات الجوية الشعبية الفيتنامية كان لديها 17 طيار بطل خلال الحرب بما في ذلك نجوين فان كوك الذي يعد أيضا أفضل أبطال حرب فيتنام بإسقاطه تسع طائرات: سبع طائرات مأهولة وطائرتين بدون طيار.
خلال الصراع الذي اندلع عام 1947 حول جامو وكشمير لم تشارك القوات الجوية الهندية القوات الجوية الباكستانية في القتال الجوي الجوي إلا أنها وفرت النقل الفعال والدعم الجوي الوثيق للقوات الهندية. الحرب الباكستانية الهندية 1965 كانت المرة الأولى التي تشارك فيها القوات الجوية الهندية بنشاط ضد قوة جوية للعدو. بحلول وقت انتهاء الصراع فقدت الهند ما بين 65 و 75 طائرة وفقدت باكستان ما بين 20 و 43 طائرة. فقدت القوات الجوية الهندية 45 طائرة خلال الحرب الباكستانية الهندية 1971 وخسر سلاح الجو الباكستاني 75 طائرة.
خلال الحرب الإيرانية العراقية في الفترة من 1980 إلى 1988 كان هناك ما يقرب من 1000 قتال جوي جوي بين إيران والعراق بما في ذلك الحالات المعروفة الوحيدة لطائرات الهليكوبتر المتحاربة وإسقاط المروحيات الأخرى. شهدت حرب الفوكلاند عام 1982 قتالا جوي بين الطائرات العسكرية الأرجنتينية والبريطانية. كانت مدارج جزر فوكلاند قصيرة وبالتالي لم تتمكن من دعم الطائرات المقاتلة مما أجبر الأرجنتين على إطلاق مقاتلين من البر الرئيسي مما كان له أثر سلبي على وقتهم. فقدت القوات الأرجنتينية 23 طائرة في القتال الجوي الجوي من أصل 134 طائرة ثابتة الجناحين وطائرات الهليكوبتر أثناء الصراع. خلال حرب الخليج الثانية من 1990 إلى 1991 تم الإدعاء بإسقاط 33 طائرة عراقية من أصل 750 طائرة (تم تأكيد سقوط 23 طائرة) مقارنة ب 14 طائرة تابعة لقوات التحالف تم الإدعاء بأنها أسقطت (فقدت طائرة إف/إيه-18 هورنت).

## الطائرات المسقطة بسبب القتال الجوي الجوي
| الصراع                                                     | القوات الجوية                                                        | عدد الطائرات المسقطة                                               | المصدر                          |
| ---------------------------------------------------------- | -------------------------------------------------------------------- | ------------------------------------------------------------------ | ------------------------------- |
| غارات الولايات المتحدة على المجال الجوي اليوغوسلافي (1946) | القوات الجوية الأمريكية                                              | 2–4                                                                | [ 12 ] [ 13 ] [ 14 ] [ 15 ]     |
| الثورة الوطنية الإندونيسية                                 | القوات الجوية الهندية الملكية                                        | 2                                                                  |                                 |
| حرب 1948                                                   | سلاح الجو الملكي                                                     | 5                                                                  | [ 16 ]                          |
| حرب 1948                                                   | القوات الجوية الإسرائيلية                                            | 7 (العرب); 0–1 (إسرائيل)                                           | [ 17 ] [ 18 ] [ 19 ] [ 20 ]     |
| حرب 1948                                                   | القوات الجوية المصرية                                                | 15                                                                 | [ 17 ]                          |
| حرب 1948                                                   | القوات الجوية العربية السورية                                        | 2                                                                  | [ 17 ]                          |
| الحرب الكورية (1950–1953)                                  | سلاح جو جيش التحرير الشعبي                                           | 379 (حسب إدعاء الصين); 792 (حسب إدعاء الولايات المتحدة)            | [ 21 ] [ 22 ]                   |
| الحرب الكورية (1950–1953)                                  | القوات الجوية الكورية الشمالية                                       | 270 (حسب إدعاء الولايات المتحدة)                                   |                                 |
| الحرب الكورية (1950–1953)                                  | القوات المسلحة الأمريكية                                             | 78 (حسب إدعاء الولايات المتحدة)                                    | [ 21 ]                          |
| الحرب الكورية (1950–1953)                                  | طائرات التحالف التابعة للأمم المتحدة                                 | 1,097 (حسب إدعاء الاتحاد السوفييتي), 139 (حسب إدعاء الأمم المتحدة) | [ 23 ]                          |
| الحرب الكورية (1950–1953)                                  | سلاح الجو الكوري الجنوبي                                             | 135                                                                |                                 |
| توغل الولايات المتحدة في المجال الجوي السوفياتي            | القوات المسلحة الأمريكية                                             | 16                                                                 | [ A 5 ]                         |
| توغل الولايات المتحدة في المجال الجوي السوفياتي            | القوات الدفاع الجوية السوفيتية                                       | 3                                                                  | [ A 6 ]                         |
| قضية كاتالينا                                              | القوات الجوية السويدية                                               | 2                                                                  |                                 |
| حادثة إسقاط أفرو لينكولن                                   | سلاح الجو الملكي                                                     | 1                                                                  | [ 24 ]                          |
| معركة جوية على ميركلين                                     | القوات الجوية الأمريكية في أوروبا                                    | 1                                                                  |                                 |
| قصف بلازا دي مايو (1955)                                   | البحرية الأرجنتينية                                                  | 1                                                                  | [ 25 ]                          |
| العدوان الثلاثي                                            | القوات الجوية المصرية                                                | 7–9                                                                | [ 26 ]                          |
| العدوان الثلاثي                                            | القوات الجوية الإسرائيلية                                            | 1                                                                  | [ 27 ]                          |
| سرية بعثات المراقبة الإلكترونية                            | بحرية الولايات المتحدة                                               | 2                                                                  | [ 28 ]                          |
| أزمة مضيق تايوان الثانية                                   | سلاح جو جيش التحرير الشعبي                                           | 32 (حسب إدعاء تايوان); 5 (حسب إدعاء الصين)                         | [ 29 ]                          |
| أزمة مضيق تايوان الثانية                                   | القوات الجوية التايوانية                                             | 14 (حسب إدعاء الصين); 3 (حسب إدعاء تايوان)                         |                                 |
| حرب فيتنام (1959–1975)                                     | القوات الجوية الشعبية الفيتنامية                                     | 131 (حسب إدعاء فيتنام الشمالية); 195 (حسب إدعاء الولايات المتحدة)  | [ 30 ] [ 31 ]                   |
| حرب فيتنام (1959–1975)                                     | القوات المسلحة الأمريكية                                             | 89                                                                 | [ 32 ]                          |
| حرب فيتنام (1959–1975)                                     | قوات فيتنام الجنوبية الجوية                                          | 72                                                                 | [ 31 ]                          |
| حادثة أتلانتيك                                             | القوات الجوية الباكستانية                                            | 1                                                                  |                                 |
| توغل التايوانيين في المجال الجوي لبورما                    | القوات الجوية التايوانية                                             | 1                                                                  | [ 14 ]                          |
| الصراع الهولندي-الإندونيسي                                 | القوات الجوية الإندونيسية                                            | 1                                                                  |                                 |
| مشروع جين دارك (1960-79)                                   | القوات الجوية السوفيتية                                              | 1                                                                  | [ 33 ] [ 34 ]                   |
| مشروع جين دارك (1960-79)                                   | القوات الجوية الإمبراطورية الإيرانية                                 | 6                                                                  | [ 35 ] [ 36 ] [ 37 ] [ 38 ]     |
| غزو خليج الخنازير                                          | لواء 2506                                                            | 10 (مؤكد)                                                          | [ 39 ]                          |
| حرب 1967                                                   | القوات الجوية الإسرائيلية                                            | 20                                                                 | [ 18 ] [ 19 ] [ 40 ]            |
| حرب 1967                                                   | القوات الجوية المصرية القوات الجوية السورية سلاح الجو الملكي الأردني | 64–72                                                              | [ 41 ] [ 42 ]                   |
| الحرب الباكستانية الهندية 1965                             | القوات الجوية الهندية                                                | 60–75                                                              | [ 43 ]                          |
| الحرب الباكستانية الهندية 1965                             | القوات الجوية الباكستانية                                            | 20-45                                                              | [ 7 ]                           |
| حرب الاستنزاف                                              | القوات الجوية المصرية                                                | 60 (حسب إدعاء مصر);113 (حسب إدعاء إسرائيل)                         | [ 41 ]                          |
| حرب الاستنزاف                                              | القوات الجوية الإسرائيلية                                            | 30                                                                 | [ 44 ]                          |
| حرب كرة القدم                                              | القوات الجوية السلفادورية                                            | 3                                                                  | [ 45 ]                          |
| الحرب الباكستانية الهندية 1971                             | القوات الجوية الهندية                                                | 45 (حسب إدعاء محايد)                                               | [ 46 ] [ 47 ] [ 48 ]            |
| الحرب الباكستانية الهندية 1971                             | القوات الجوية الباكستانية                                            | 75 (حسب إدعاء محايد)                                               | [ 48 ]                          |
| الغزو التركي لقبرص                                         | القوات الجوية التركية                                                | 1 (حسب إدعاء اليونان)                                              | [ 49 ]                          |
| حرب أكتوبر                                                 | القوات الجوية الإسرائيلية                                            | 5 (حسب إدعاء إسرائيل)                                              | [ 20 ]                          |
| حرب أكتوبر                                                 | القوات الجوية المصرية القوات الجوية السورية                          | 277 (حسب إدعاء إسرائيل)                                            | [ 20 ]                          |
| المناوشات المصرية الليبية (1977)                           | القوات الجوية الليبية                                                | 4–5                                                                | [ 50 ]                          |
| المناوشات المصرية الليبية (1977)                           | القوات الجوية المصرية                                                | 1                                                                  | [ 50 ]                          |
| الغارات الجوية الإيرانية والسوفيتية (عقد 1970)             | القوات الجوية الإمبراطورية الإيرانية                                 | 2 + 3                                                              | [ 51 ] [ 52 ] [ 53 ]            |
| الغارات الجوية الإيرانية والسوفيتية (عقد 1970)             | القوات الجوية السوفيتية                                              | 1                                                                  | [ 54 ]                          |
| الحرب السوفيتية في أفغانستان                               | سلاح الجو الأفغاني                                                   | 8                                                                  | [ 55 ]                          |
| الحرب السوفيتية في أفغانستان                               | القوات الجوية الباكستانية                                            | 1                                                                  | [ 55 ]                          |
| الحرب السوفيتية في أفغانستان                               | الجيش الإيراني                                                       | 2                                                                  | [ 56 ]                          |
| الحرب السوفيتية في أفغانستان                               | المجاهدين                                                            | 4                                                                  | [ 57 ]                          |
| ثورة نيكاراغوا                                             | القوات الجوية النيكاراغوية                                           | 2                                                                  | [ 58 ]                          |
| حرب الخليج الأولى (1980–1988)                              | القوات الجوية العراقية                                               | 234 (مؤكد)                                                         | [ 59 ] [ 60 ]                   |
| حرب الخليج الأولى (1980–1988)                              | الجيش الإيراني                                                       | 73 (مؤكد)                                                          | [ 61 ]                          |
| حرب الخليج الأولى (1980–1988)                              | القوات الجوية السوفيتية                                              | 3 (حسب إدعاء إيران); 0 (حسب إدعاء الاتحاد السوفييتي)               | [ 62 ] [ 63 ]                   |
| حرب الخليج الأولى (1980–1988)                              | القوات الجوية السورية                                                | 3                                                                  | [ 64 ]                          |
| حرب الخليج الأولى (1980–1988)                              | طائرات الحكومة الجزائرية                                             | 1                                                                  | [ 65 ]                          |
| حرب الخليج الأولى (1980–1988)                              | القوات الجوية التركية                                                | 1                                                                  | [ 66 ]                          |
| حرب حدود جنوب أفريقيا                                      | سلاح جو جنوب أفريقيا                                                 | 1                                                                  | [ 67 ]                          |
| حرب حدود جنوب أفريقيا                                      | القوات الجوية الوطنية الأنغولية                                      | 2                                                                  | [ 67 ]                          |
| عمليات حرية الملاحة الأمريكية في خليج السدرة (1980-1989)   | القوات الجوية الليبية                                                | 4                                                                  | [ 68 ]                          |
| الحرب الأهلية السلفادورية                                  | جبهة فارابوندو مارتي للتحرير الوطني                                  | 1                                                                  | [ 69 ]                          |
| حرب الفوكلاند                                              | البحرية الأرجنتينية/سلاح الجو الأرجنتيني                             | 23                                                                 | [ 70 ]                          |
| حرب الفوكلاند                                              | القوات الجوية الملكية                                                | 1                                                                  | [ 71 ]                          |
| معركة سهل البقاع                                           | القوات الجوية السورية                                                | 82–86 (حسب إدعاء إسرائيل)                                          | [ 72 ] [ 73 ] [ 74 ]            |
| معركة سهل البقاع                                           | القوات الجوية الإسرائيلية                                            | 0 (حسب إدعاء إسرائيل); 42 (حسب إدعاء سوريا)                        | [ 75 ] [ 76 ] [ 77 ]            |
| الحرب الأهلية السريلانكية (1983–2009)                      | نمور التاميل                                                         | 1                                                                  | [ 78 ]                          |
| حرب الناقلات (1984-1988)                                   | القوات الجوية الإيرانية                                              | 1–2 (حسب إدعاء السعودية)                                           | [ 79 ] [ 80 ]                   |
| حرب الخليج الثانية                                         | بحرية الولايات المتحدة                                               | 1 (حسب إدعاء الولايات المتحدة); 11 (حسب إدعاء العراق)              | [ 10 ] [ 11 ]                   |
| حرب الخليج الثانية                                         | القوات الجوية الملكية                                                | 1                                                                  | [ 81 ]                          |
| حرب الخليج الثانية                                         | القوات الجوية الإيطالية                                              | 1                                                                  | [ 81 ]                          |
| حرب الخليج الثانية                                         | القوات الجوية الملكية السعودية                                       | 1                                                                  | [ 82 ]                          |
| حرب الخليج الثانية                                         | القوات الجوية العراقية                                               | 23 (حسب إدعاء العراق); 44 (حسب إدعاء التحالف)                      | [ 10 ] [ 11 ]                   |
| تطبيق مناطق حظر الطيران العراقية                           | القوات المسلحة الأمريكية                                             | 3                                                                  | [ 83 ]                          |
| تطبيق مناطق حظر الطيران العراقية                           | القوات الجوية العراقية                                               | 5                                                                  |                                 |
| حرب الاستقلال الكرواتية (1991–1995)                        | القوات الجوية الإيطالية                                              | 1                                                                  | [ 84 ]                          |
| محاولات الانقلاب الفنزويلي 1992                            | الحركة البوليفارية الثورية - 200                                     | 3                                                                  | [ 85 ]                          |
| عملية رفض الطيران                                          | قوات جمهورية صربسكا الجوية                                           | 5                                                                  | [ 86 ]                          |
| حرب سينيبا (1995)                                          | القوات الجوية البيروفية                                              | 1 (مؤكد), 2 (حسب إدعاء الإكوادور)                                  | [ 87 ]                          |
| نزاع بحر ايجه (1996)                                       | القوات الجوية التركية                                                | 1                                                                  | [ 88 ]                          |
| الحرب الإثيوبية الإريترية (1998–2000)                      | القوات الجوية الإرتيرية                                              | 2–6                                                                | [ 89 ]                          |
| الحرب الإثيوبية الإريترية (1998–2000)                      | القوات الجوية الإثيوبية                                              | حتى 7                                                              | [ 90 ] [ 91 ]                   |
| قصف الناتو ليوغوسلافيا                                     | القوات الجوية لصربيا والجبل الأسود                                   | 5 + 1 تضررت بشكل كبير، دمرت في وقت لاحق على الأرض                  | [ 92 ]                          |
| قصف الناتو ليوغوسلافيا                                     | قوات الحلف الأطلسي الجوية                                            | 1 + 1 توماهوك                                                      | [ 93 ] [ 94 ]                   |
| حادث اتلانتيك                                              | البحرية الباكستانية                                                  | 1                                                                  | [ 95 ]                          |
| المواجهة بين الهند وباكستان 2001-02                        | القوات الجوية الهندية                                                | 1                                                                  | [ 96 ] [ 97 ]                   |
| صراع إسرائيل وإيران بالوكالة                               | طائرات بدون طيار لحزب الله                                           | 2                                                                  | [ 98 ] [ 99 ]                   |
| إسقاط طائرة التجسس الجورجية 2008                           | القوات الجوية الجورجية                                               | 1                                                                  | [ 100 ] [ 101 ]                 |
| حرب العراق (2003–2011)                                     | القوات الجوية الإيرانية                                              | 1                                                                  | [ 102 ]                         |
| الحرب في أفغانستان (2001–14)                               | القوات الجوية الأمريكية                                              | 1                                                                  | [ 103 ]                         |
| الحرب الأهلية السورية                                      | القوات الجوية السورية                                                | 3                                                                  | [ 104 ] [ 105 ] [ 106 ] [ 107 ] |
| الحرب الأهلية السورية                                      | القوات الجوية الروسية                                                | 1                                                                  | [ 108 ]                         |
| الحرب في دونباس                                            | القوات الجوية الأوكرانية                                             | 1 (حسب إدعاء أوكرانياِ)                                             | [ 109 ]                         |
| محاولة الانقلاب في تركيا 2016                              | مجلس السلام                                                          | 2                                                                  | [ 110 ]                         |